# Fonologia generatywna

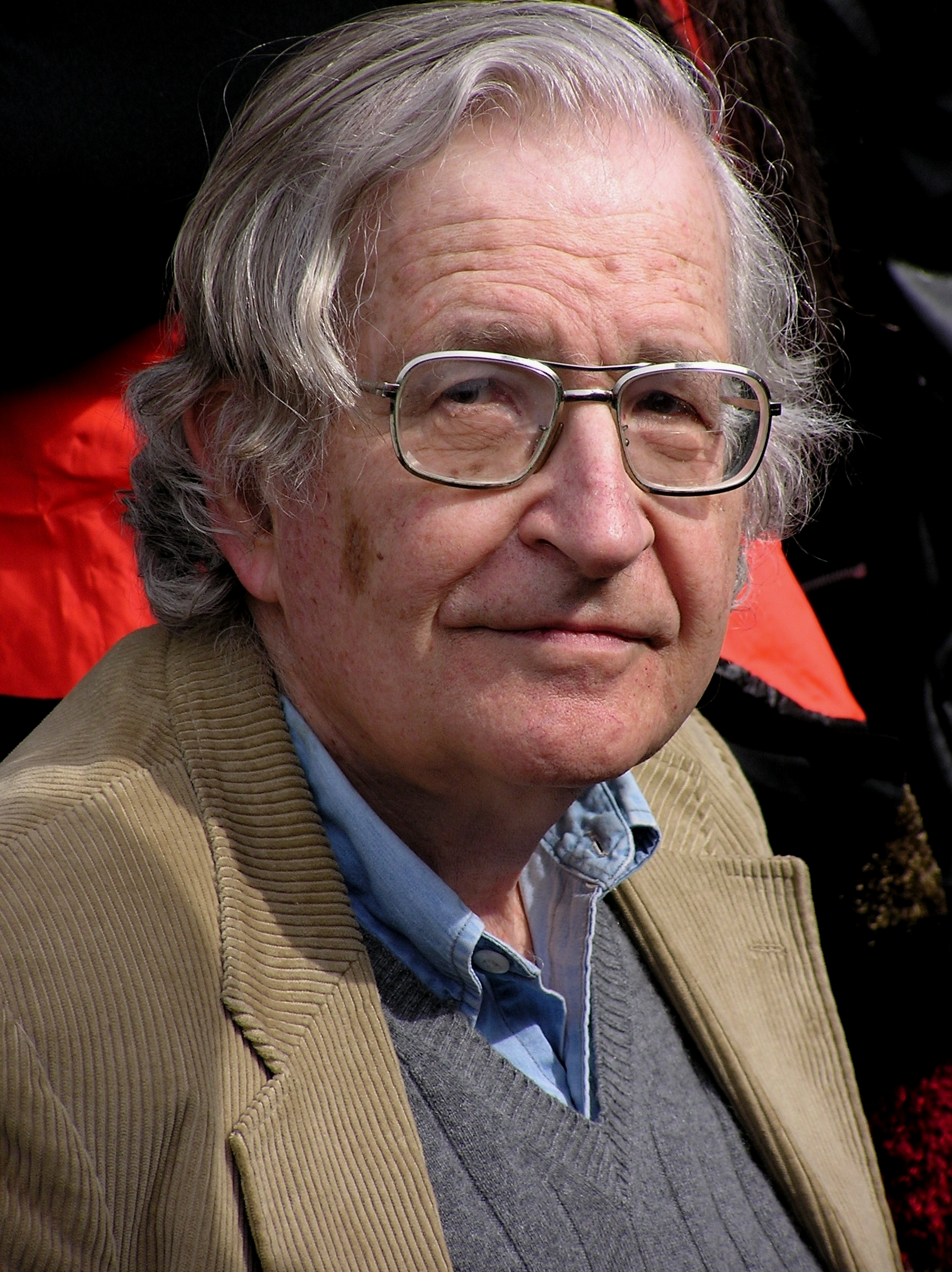
Noam Chomsky - językoznawca i współtwórca fonologii generatywnej

Fonologia generatywna – dział gramatyki generatywnej powstały w latach sześćdziesiątych. U jej podstaw leżały prace Noama Chomsky’ego i Morrisa Hallego. Według tej teorii naukowej fonem jest jednostką generowaną w umyśle mówiącego, zbudowaną z uniwersalnych, binarnych cech dystynktywnych wyrażających artykulacyjne, akustyczne i percepcyjne właściwości segmentów. Fonologia generatywna szuka właściwości wspólnych dla różnych języków świata, gdyż postuluje istnienie specyficznych dla człowieka wrodzonych struktur języka.